# Чиба (префектура)
Чиба (на японски: 千葉県, по английската Система на Хепбърн Chiba-ken, Чиба-кен) е една от 47-те префектури на Япония, намира се в централната част от страната. Чиба е с население от 6 006 185 жители (6-а по население към 2000 г.) и има обща площ от 5156,15 км² (27-а по площ). Едноименният град Чиба е административен център на префектурата. Префектура Чиба е основана на 15 юни 1837 г. след съединението на други две префектури. В Чиба има 36 града.